# Росташовское муниципальное образование
Росташовское муниципальное образование — сельское поселение в Аркадакском районе Саратовской области Российской Федерации.
Административный центр — село Росташи.

## Население
| 2010  | 2011  | 2012  | 2013  | 2014  | 2015  | 2016  |
| ----- | ----- | ----- | ----- | ----- | ----- | ----- |
| 2767  | ↘2757 | ↘2684 | ↘2568 | ↘2484 | ↘2400 | ↘2339 |
| 2017  | 2018  | 2019  | 2020  | 2021  |       |       |
| ↘2302 | ↘2233 | ↘2146 | ↘2096 | ↘1783 |       |       |

## Состав сельского поселения
| №  | Населённый пункт | Тип населённого пункта       | Население |
| -- | ---------------- | ---------------------------- | --------- |
| 1  | Баландинка       | село                         | 62        |
| 2  | Братское         | село                         | 0         |
| 3  | Грачёвка         | село                         | ↘468      |
| 4  | Дубовая          | деревня                      | 0         |
| 5  | Новосельское     | село                         | ↘702      |
| 6  | Ольгино          | село                         | 60        |
| 7  | Осиновка         | деревня                      | 12        |
| 8  | Росташи          | село, административный центр | ↘975      |
| 9  | Софьино          | село                         | ↘259      |
| 10 | Шебалов          | посёлок                      | ↘229      |